# Bad Pyrmont

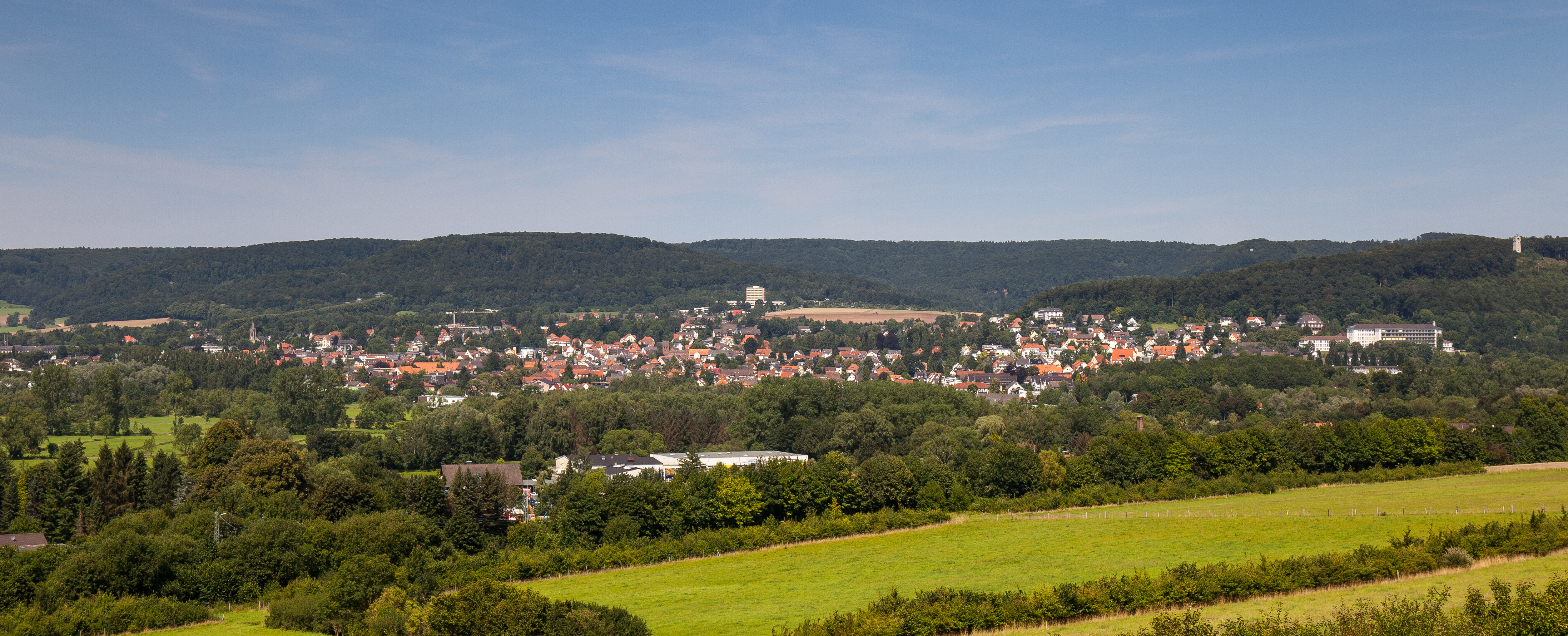
Bad Pyrmont, Ansicht von Süden

Bad Pyrmont [bat pyrˈmɔnt, auch ˈpyrmɔnt] (bis 1914 Pyrmont) ist eine Kurstadt und eine selbständige Gemeinde im Landkreis Hameln-Pyrmont in Niedersachsen.
Bad Pyrmont ist als niedersächsisches Staatsbad ein traditionsreiches Kurbad mit vielen Kureinrichtungen von hohem nationalen und internationalen Rang. Der Ort beherbergt einen großzügigen Kurpark, der mit seinem Palmengarten die größte Palmenfreianlage nördlich der Alpen aufweist.

## Geografie

### Geografische Lage
Die Stadt Bad Pyrmont liegt im Weserbergland zwischen dem etwa 20 Kilometer entfernten Hameln und dem etwa 60 Kilometer entfernten Paderborn. Durch die Stadt verläuft die deutsch-niederländische Ferienstraße Oranier-Route. Sie verbindet Städte und Regionen, die dem Haus Oranien-Nassau seit Jahrhunderten verbunden sind. Die Emmer fließt durch das Stadtgebiet.

### Nachbargemeinden
Das Stadtgebiet grenzt im Uhrzeigersinn an die niedersächsischen Gemeinden Aerzen, Emmerthal und die Samtgemeinde Bodenwerder-Polle (Ottenstein, Vahlbruch) sowie an die Städte Lügde, Blomberg und Barntrup im Kreis Lippe (Nordrhein-Westfalen).

### Stadtgliederung
Die Stadt besteht aus ursprünglich zwölf Ortslagen, die teilweise verschmolzen sind.
Den größten Siedlungsbereich rund um den Kurpark bilden
- Pyrmont (Kernstadt)
- Oesdorf
- Holzhausen

Eigene Ortschaften mit Ortsrat sind
- Hagen
- Löwensen mit Friedensthal

Eigene Ortschaften mit Ortsvorsteher sind
- Baarsen
- Eichenborn
- Großenberg
- Kleinenberg
- Neersen
- Thal

## Geschichte

### Vorgeschichtliche Besiedlung
Hinweise auf die urgeschichtliche Anwesenheit von Menschen im Pyrmonter Tal sind spärlich, aber durchaus vorhanden. Auch wenn Siedlungsspuren bislang komplett fehlen, liefern doch einige Funde Belege für den Aufenthalt von Menschen seit dem Jungpaläolithikum. Ob es zu einer durchgängigen Besiedlung seit dem Neolithikum gekommen ist oder ob diese durch diverse Hiaten unterbrochen wurde, lässt sich noch nicht feststellen.

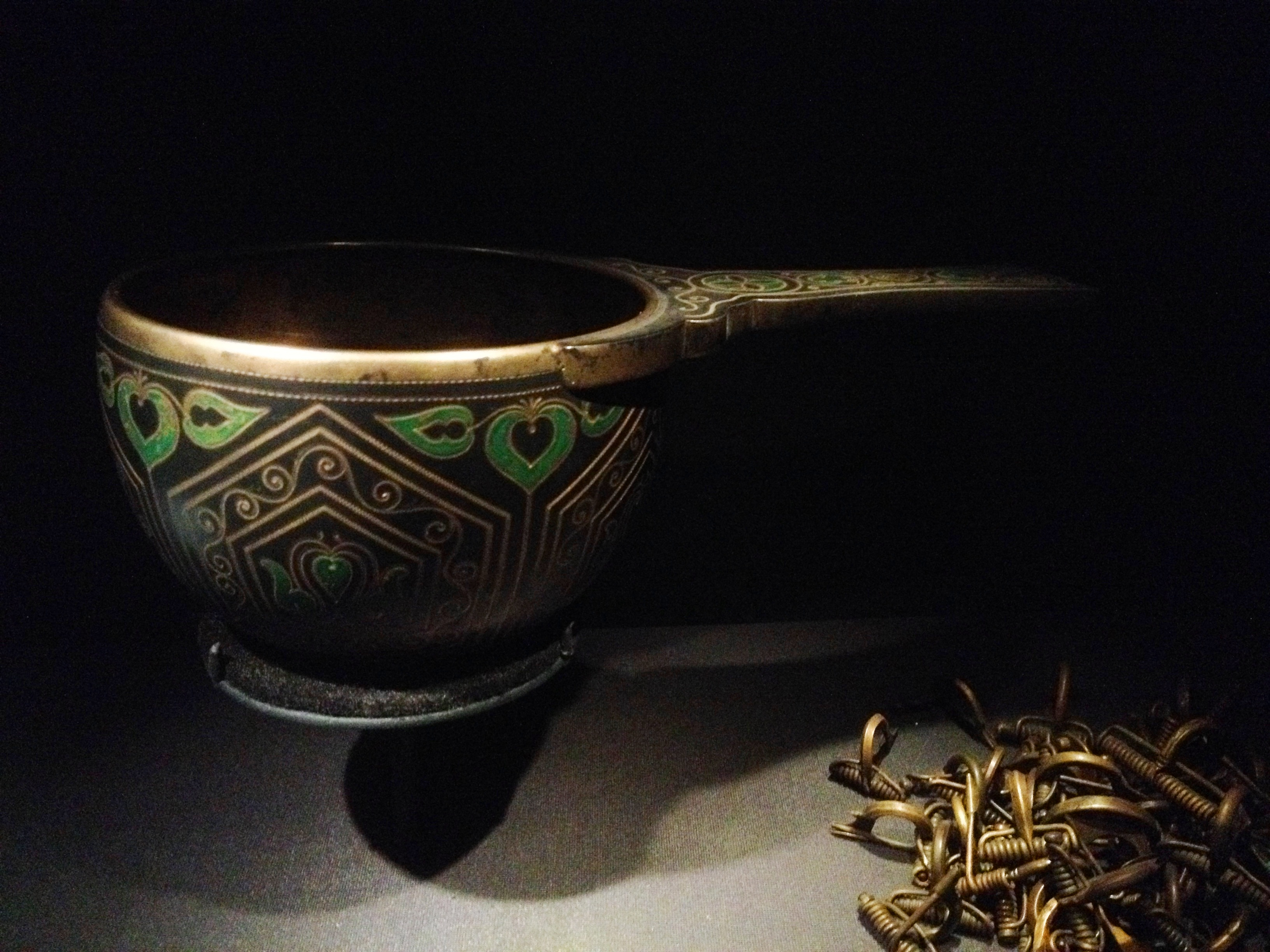
Emaillierte Schöpfkelle und Fibeln aus dem Pyrmonter Brunnenfund von 1863, datiert auf das 2. Jahrhundert (Museum im Schloss)

Zu den ältesten Funden, die auf dem Gebiet des heutigen Pyrmonts gemacht werden konnten, gehören Tierknochen aus dem Jungpaläolithikum. Vom am Fuße des Königsberges stammen Mikrolithenfunde. Aufgrund ihrer geringen Größe und der Bearbeitungstechnik werden diese Funde ins Mesolithikum datiert. Dafür, dass alt- und mittelsteinzeitliche Jagdgruppen hier Beutetiere erlegen konnten, sprechen Funde von Knochen- und Geweihfunden steinzeitlicher Hirsche sowie Mammutzähnen aus eiszeitlichen Schotterschichten der Emmer.
Aus dem Neolithikum stammen einige Felsgesteingeräte, unter anderem ein spitznackiges Beil der Michelsberger Kultur aus Eichenborn, sowie Knochenpfrieme und Geweihhacken. In die Zeit der Trichterbecherkultur sind mehrere Rechteckbeile zu datieren.
Aus den Moorteichen südwestlich der Erdfälle im Stadtteil Holzhausen konnten 1955 Reste einer Kugelamphore sowie weitere Gefäßscherben geborgen werden. Aufgrund ihrer typischen Verzierungen und Machart kann man die Funde am ehesten zur Gruppe der Kugelamphorenkultur zählen. Diese Kultur war während der Zeit des Spät- und Endneolithikums in großen Teilen Mittel- und Osteuropas verbreitet. Der Fund von Holzhausen ist einer der westlichsten Funde, die aus der Kugelamphorenkultur bekannt sind.
Aus dem Moor wurden zwischen 1939 und den 1950er Jahren eine Reihe weiterer Funde gemacht. Unter anderem wurden beim Torfstechen ein menschlicher Unterkiefer, Tierknochen, Klopfsteine und Feuersteinknollen geborgen. Aus welchem archäologischen Kontext diese Funde stammen, lässt sich aufgrund der Bergungs- und Dokumentationsumstände nicht mehr genau klären. Aufgrund der Machart und der Nähe zu den Funden der Kugelamphorenkultur ist eine Datierung in das Neolithikum ebenfalls wahrscheinlich.
Vermutlich aus dem Übergang vom Endneolithikum zur frühen Bronzezeit stammt eine Doppelaxt aus fast reinem Kupfer. Diese wurde 1900 im Holzhäuser Bruch beim Ausheben von Verkopplungsgräben gefunden. Ähnliche Vertreter dieser Fundgruppe sind aus Nordwestdeutschland hauptsächlich von der Weser und ihren Nebenflüssen bekannt. Aufgrund ihres schmalen Schaftlochs war sie wohl nicht für den normalen Gebrauch bestimmt, sondern diente möglicherweise als Prestige- oder Kultgegenstand. Hierfür spricht auch das Herstellungsmaterial. Kupfer war ein sehr seltenes und kostbares Material, das zu dieser Zeit über weite Strecken verhandelt wurde. Die Niederlegung in einem Moor lässt daher die Deutung als Opfergabe zu, eine Vorgehensweise, die beim Brunnenfund zu späterer Zeit nochmals in deutlicherer Form auftritt.
Weitere Hinweise für eine bronzezeitliche Besiedlung stellen die typischen Hügelgräber dar, die teilweise heute noch im Gelände erhalten sind. Aus den Emmerniederungen stammen einige Einzelfunde, die sich in die Bronzezeit datieren lassen.
Aus der vorrömischen Eisenzeit fehlen Funde im Pyrmonter Stadtgebiet bislang komplett. Dies muss nicht unbedingt für eine Siedlungslücke sprechen, sondern könnte dem allgemein ungenügenden archäologischen Forschungsstand geschuldet sein.

### Territorialgeschichte
Die Anfänge des Ortes Pyrmont liegen im Mittelalter. Nach dem Sturz Herzog Heinrichs des Löwen im Jahr 1180 fiel der westliche Teil des alten Herzogtums Sachsen an den Erzbischof von Köln. Ihm unterwarfen sich auch die Grafen von Schwalenberg. Auf Schwalenberger Gebiet errichtete der Erzbischof von Köln, Philipp I. von Heinsberg, auf dem Schellenberg eine Burg, die er nach dem Kölner Bistumspatron Petrus benannte, lateinisch „petri mons“, was auf Deutsch soviel heißt wie Petersberg. 1184 taucht (Bad) Pyrmont dann erstmals in historischen Aufzeichnungen auf. Ein weiterer Name ist piremont. Heute ist nicht geklärt, aus welchem der beiden Namen sich das heutige Pyrmont entwickelte. Im Mittelalter war Pyrmont Sitz der kleinen Grafschaft Pyrmont, die 1625 durch Erbschaft an die Grafen von Waldeck fiel: Am 7. Mai 1625 übertrug Graf Hans Ludwig zu Gleichen seinen Vettern Christian und Wolrad zu Waldeck die Herrschaft über Pyrmont. Der Ort Pyrmont bestand zu dieser Zeit aus dem alten Wasserschloss und einem kleinen Häuschen am sogenannten „Heiligborn“.
Die Grafschaft gehörte zum Niederrheinisch-Westfälischen Reichskreis. Der bekannteste Vertreter der Grafen zu Waldeck, Georg Friedrich zu Waldeck (1620–1692) ließ im Jahr 1668 den Quellbach zuwerfen und pflanzte die spätere vierreihige Lindenallee. Ihm folgten Christian Ludwig zu Waldeck (1692–1706) und Friedrich Anton Ulrich zu Waldeck (1706–1728). Bei dessen Tod war Pyrmont zu der Gesamtkonzeption gewachsen, die noch heute erkennbar ist: das Barockschloss, die Haupt- mit mehreren Nebenalleen sowie die Brunnenstraße. In dieser Zeit begann der Aufstieg Pyrmonts zu einem beliebten Bade- und Erholungsort der oberen Schichten, der sogar dem berühmten Karlsbad seinen ersten Platz unter den europäischen Bädern streitig machte.
Im Jahre 1681 fand die Große Fürstenversammlung in Pyrmont statt, der sogenannte Fürstensommer. 1712 wurden die Grafen von Waldeck und Pyrmont durch Kaiser Karl VI. in den erblichen Fürstenstand erhoben. 1720 erfolgte die Verleihung der Stadtrechte an die „Neustadt Pyrmont“.
Nach einer Erbteilung 1805 war Pyrmont kurzfristig noch einmal bis 1812 selbständig, wurde dann aber wieder mit Waldeck vereinigt. Das Fürstentum Waldeck-Pyrmont behielt seinen Status nach dem Wiener Kongress 1815 und wurde Mitglied des Deutschen Bundes. Von 1868 an wurde es von Preußen verwaltet, behielt aber seine nominelle Souveränität und wurde 1871 Mitgliedstaat in Bismarcks Deutschem Reich. 1872 bekam Pyrmont eine Eisenbahnanbindung an die Bahnstrecke Hannover–Altenbeken, 1879 wurde zwischen Bahnhof und Stadt eine Pferdebahn eingerichtet. Mit der Abdankung des letzten Fürsten nach Ende des Ersten Weltkrieges wurde Waldeck-Pyrmont ein Freistaat in der Weimarer Republik. Am 30. November 1921 gelangten die Stadt und der umliegende Bezirk aufgrund eines Volksentscheids an Preußen, das sie in die preußische Provinz Hannover eingegliederte.

### Ortsname
Frühere Formen des Ortsnamens von Pyrmont waren 889 Piringisa-marca (für das Gebiet um Pyrmont), 1184 (Kopie 14. Jh.) castrum Perremont und 1186 apud Pyerremont. Das Grundwort (Hinterglied) ist das erschlossene germanische Wort *mend-, *mund- für „Erhebung“ (vgl. etwa Dortmund), das urverwandt ist mit lateinisch mōns „Berg“. Das Bestimmungswort (Vorderglied) ist das nur aus Namen erschließbare germanische Wort *pirra „Quelle“. Der seit dem 12. Jahrhundert bezeugte Ortsname bedeutet damit „Quellenberg“. Der älteste bekannte, von 889 stammende Name für das Gebiet ist hingegen eine Zusammensetzung von altsächsisch marka „Mark“ und pirra „Quelle“ + althochdeutsch giozo „Bach, Wasser“ und bedeutete „Mark (Gebiet) um den Quellbach“.
Einer anderen Herleitung zufolge entstand der Name der Grafschaft Pyrmont über Pierre Mont aus dem Namen der kurkölnischen Burg Petri mons auf dem Schellenberg,

### Kurbad

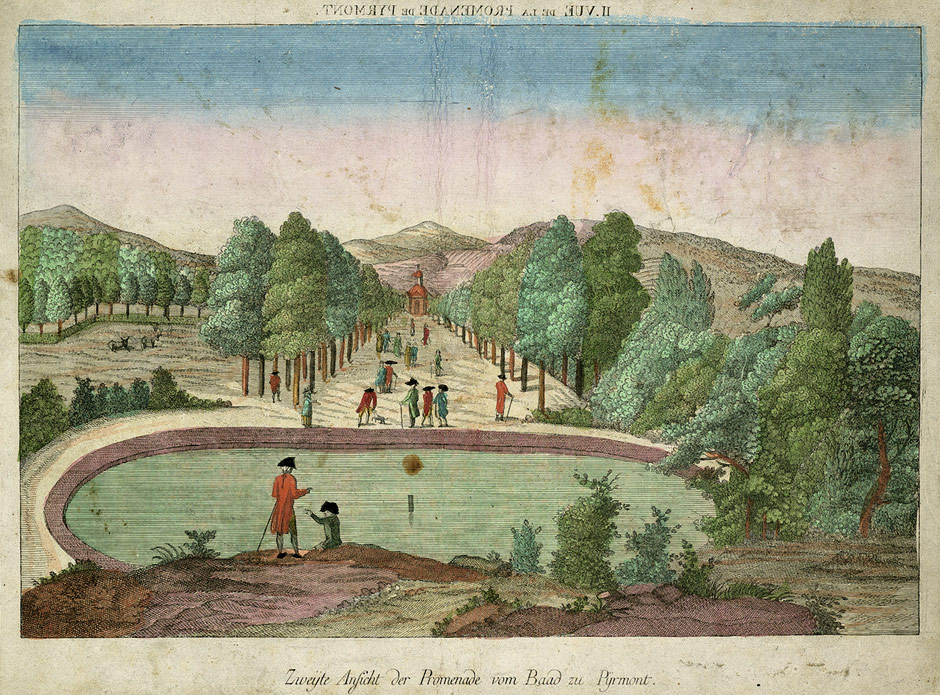
Promenade um 1780

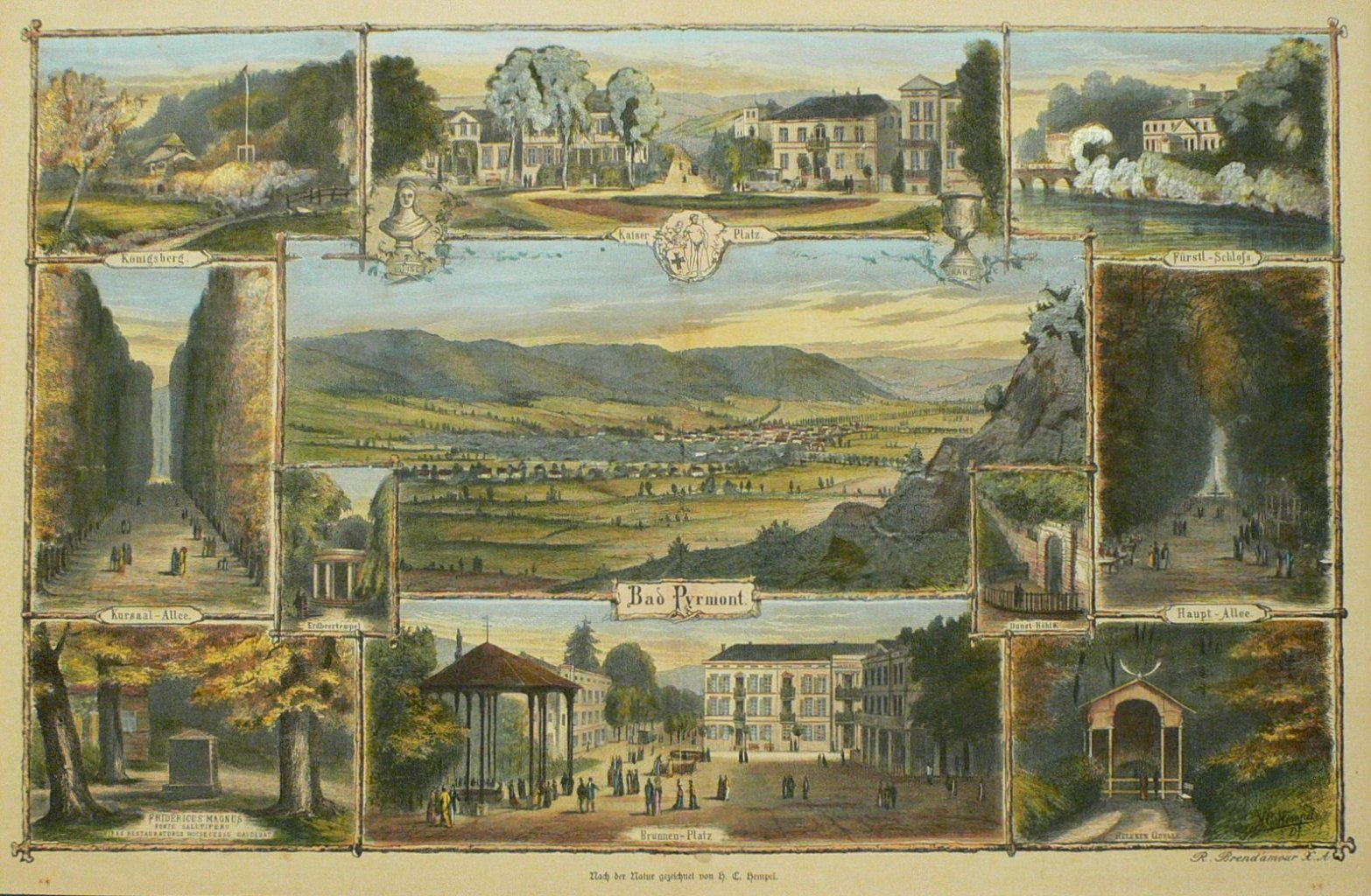
Bad Pyrmont, Souvenirblatt, 1881

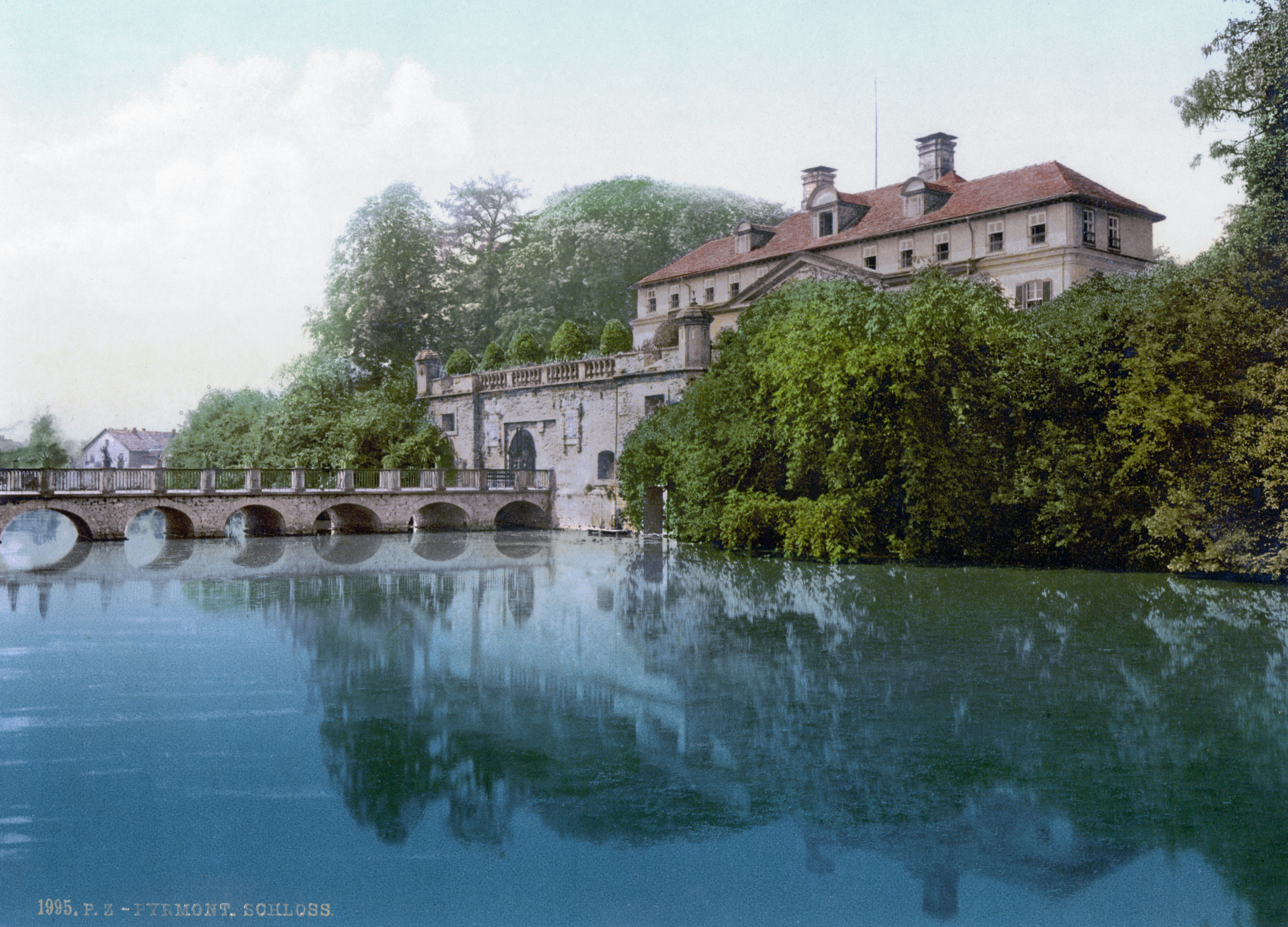
Schloss um 1900

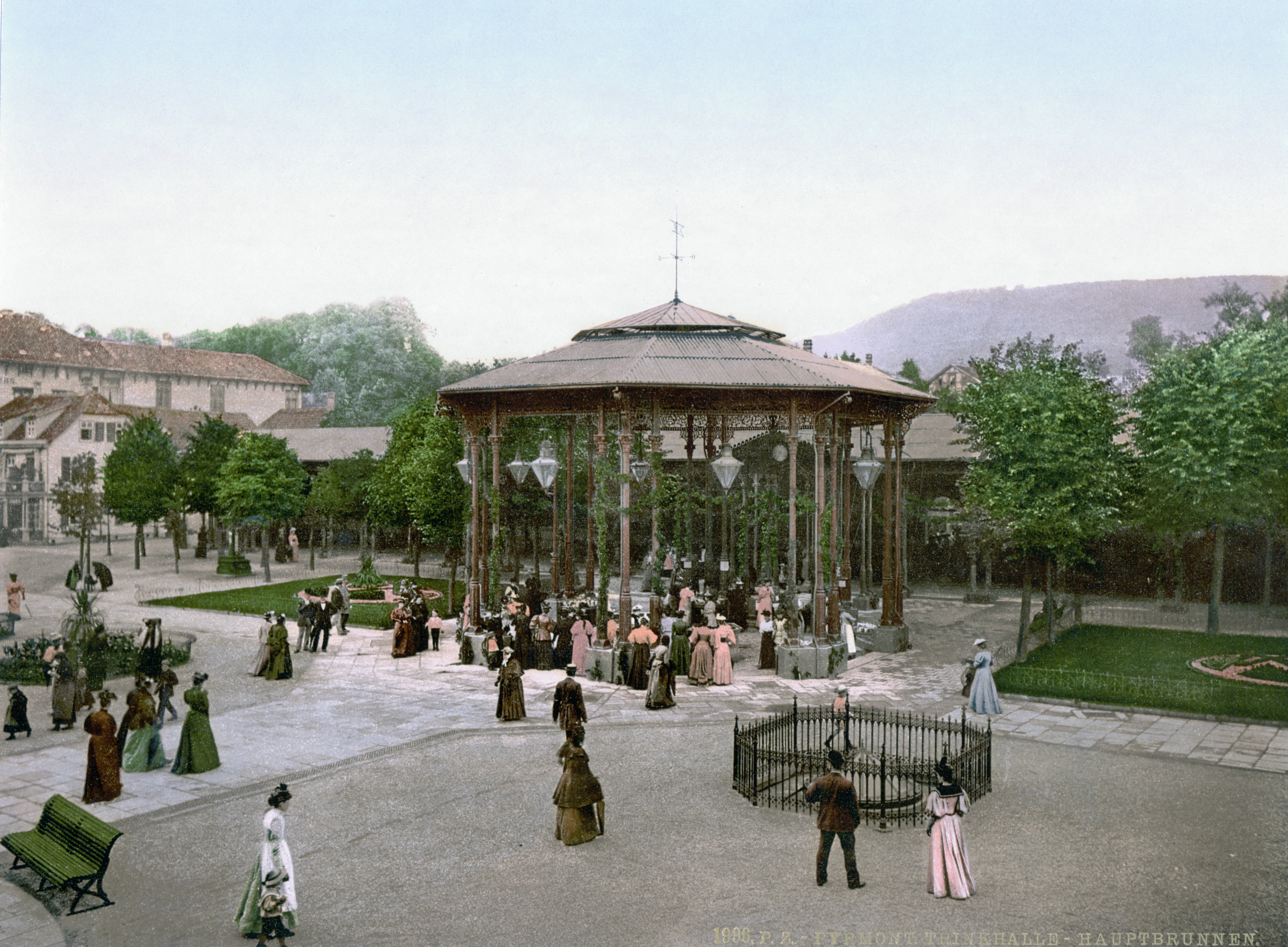
Pyrmont um 1900

Bad Pyrmont wurde als Kurbad in den Jahren 1556/57 berühmt, als 10.000 Menschen aus ganz Europa herbeikamen („großes Wundergeläuf“), um Heilung zu finden und die wundertätige Quelle zu erleben. Die bis heute einmalige Dunsthöhle, wo natürliche Kohlensäure (als Mofette) an die Oberfläche steigt, wurde schon durch den 1712 nach Pyrmont gekommenen Brunnenarzt Johann Philipp Seip wissenschaftlich untersucht. Diese Kohlensäure wird auch als therapeutisches Mittel eingesetzt. Genutzt werden heute sechs Heilquellen, von denen auch die Hufelandtherme – ein öffentliches Wellness-Schwimmbad mit Saunalandschaft – versorgt wird.
Schon die Römer und Germanen kannten und nutzten die Pyrmonter Heilquellen. Das ist durch ungefähr 300 bronzene Fibeln, drei römische Denare und eine provinzialrömische emaillierte Schöpfkelle belegt, die im Jahr 1863 bei Bauarbeiten an der Brodelquelle entdeckt wurden. Die Funde stammen aus der Zeit der letzten Jahrzehnte v. Chr. bis weit ins 4. Jahrhundert hinein, wobei ein Schwerpunkt offenbar am Ende des 2. und Beginn des 3. Jahrhunderts liegt. Ob es sich dabei um ein altes Quellheiligtum mit Opfergaben oder ein Heilbad mit lediglich verlorenen Gegenständen handelt, ist umstritten.
Das Bad Pyrmonter Kur-Journal gilt als „die älteste Kurzeitung der Welt – seit 1746“ (Untertitel).

### Glücksspiel
Nicht unwesentlich zur Attraktivität trug das konzessionierte Glücksspiel bei. Die erste obrigkeitliche Gestattung des Glücksspiels erfolgte, als 1724 mit einem Herrn Cazal aus Braunschweig ein Vertrag geschlossen wurde, der im Gegenzug ein zweites Ballhaus errichten musste, das 1727 eröffnete. 1767 wurde über das Privileg mit J. A. Tabor aus Frankfurt verhandelt. Gespielt wurde rouge et noir und Billard im Parterre des Kaffeehauses, das 1911 abgerissen wurde. Im Jahre 1784 bestanden zwei konzessionierte Pharobanken an verschiedenen Orten. Die ostelbischen Junker, die einen wesentlichen Teil der Kundschaft ausmachten, legten Wert auf die Einhaltung der Standesschranken. Zum einen gab es die Silberbank (Mindesteinsatz: 1 Specietaler) im Kaffeehaus und die Goldbank (Mindestsatz: 1 Dukat) im Ballsaal des Kurhauses. Der langjährige Pächter beider Häuser ab 1809 war Freiherr H. A. von Ruxleben. Den ersten Antrag, ein Roulette aufstellen zu dürfen, richtete der Mitinhaber Leutnant Schönewolf an den Fürsten. Nach Unregelmäßigkeiten 1854 flüchtete der Pächter, der 1848 die Konzession erhalten hatte, was Julius de Wellens Gelegenheit gab, auch hier mit einzusteigen. Der Spielbetrieb, ursprünglich bis 30. April 1873 konzessioniert, ging weiter bis zur Aufhebung aller Spielbanken im neuen Deutschen Reich zum Ende der Saison 1872.

### 20. und 21. Jahrhundert
1914 erhielt Pyrmont den Namen Bad Pyrmont. Am 30. November 1921 wurden die Stadt und der umliegende Bezirk auf Grund eines Volksentscheides aus dem Freistaat Waldeck aus- und in die preußische Provinz Hannover eingegliedert. Am 1. April 1922 wurde die Gemeinde Oesdorf eingemeindet. Im Juli 1933 wurde mit dem ersten Kongress des Großdeutschen Schachbundes in Bad Pyrmont die Gleichschaltung der Schachorganisation in Deutschland faktisch vollzogen. Am 1. April 1938 wurde die Gemeinde Holzhausen eingemeindet. 1940 wurde die Verwaltung in die alte Post an der Brunnenstraße – heute Altbau – verlegt.
Im Zweiten Weltkrieg war Bad Pyrmont eine Lazarettstadt, deswegen war sie vom Kriegsgeschehen nicht stark betroffen.
Am 16. Oktober 1956 erhielt Bad Pyrmont den Status einer „selbständigen Stadt“. 1957 lebten hier 13.955 Menschen. Am 1. Januar 1973 wurden die Gemeinden Baarsen (ohne den am 1. Oktober 1971 an die Stadt Lügde abgetretenen Gebietsteil), Eichenborn, Großenberg, Hagen, Kleinenberg, Löwensen, Neersen und Thal eingemeindet, sodass mit leicht abgewandelten Grenzen die gesamte alte Grafschaft heute eine Stadt bildet.
Vom 18. bis 20. Oktober 2006 fand das Treffen der Ministerpräsidenten und regierenden Bürgermeister aus ganz Deutschland in Bad Pyrmont statt. Im Rahmen der EU-Präsidentschaft Deutschlands fand vom 15. bis 16. Mai 2007 das Informelle Minister- und Ministerinnentreffen für Gleichstellung und Familie im Hotel Steigenberger statt.
Am 25. Mai 2009 erhielt die Stadt den von der Bundesregierung verliehenen Titel „Ort der Vielfalt“. Die Stadt Bad Pyrmont darf seit dem 21. März 2014 den Titel „Fair-Trade-Stadt“ tragen, der Anfang 2016 für vier weitere Jahre verlängert wurde.

## Religion
- Evangelisch-lutherische Kirchengemeinde:
  - Christus-Stadtkirchengemeinde, Friedrichstraße 8
  - St. Petri, Schellenstraße 1
  - St. Johannes, Schulstraße 33
  - Pauluskirche, Neersen 6
- Katholische Kirchengemeinde: St. Georg, Bathildisstraße 14, als einzige römisch-katholische Gemeinde Niedersachsens zum Erzbistum Paderborn gehörig. In dieser katholischen Kirche finden einmal im Monat griechisch-orthodoxe Gottesdienste statt.
- Quäker-Gemeinde, Religiöse Gesellschaft der Freunde: Quäkerhaus, Bombergallee 9, Zentrum der Quäker in Deutschland
- Neuapostolische Kirche: Gemeinde Bad Pyrmont-Stadt, Am Bruche 4 (1908 gegründet; derzeit 220 Mitglieder), zum Kirchenbezirk Ostwestfalen-Lippe  gehörig.
- Jüdische Gemeinde Bad Pyrmont e. V., Löwenser Straße 9a
- Jehovas Zeugen Versammlung Bad Pyrmont e. V., Helenenstr. 25
- Buddhistischer Treffpunkt „Sarana“, Grießemer Str. 54[17]

## Politik

### Rat
Der Rat der Stadt Bad Pyrmont besteht aus 32 Ratsherren und -frauen. Dies ist die festgelegte Anzahl für eine Stadt mit einer Einwohnerzahl zwischen 15.001 und 20.000 Einwohnern. Die 32 Ratsmitglieder werden durch eine Kommunalwahl für jeweils fünf Jahre gewählt. Die aktuelle Amtszeit begann am 1. November 2021 und endet am 31. Oktober 2025.
Stimmberechtigt im Rat ist außerdem der hauptamtliche Bürgermeister Klaus Blome (parteilos).
Die vergangenen drei Kommunalwahlen führten zu folgenden Ergebnissen:
| Parteien und Wählergemeinschaften | Parteien und Wählergemeinschaften           | % 2021 | Sitze 2021 | % 2016 | Sitze 2016 | % 2011 | Sitze 2011 |
| --------------------------------- | ------------------------------------------- | ------ | ---------- | ------ | ---------- | ------ | ---------- |
| CDU                               | Christlich Demokratische Union Deutschlands | 35,34  | 11         | 34,87  | 11         | 47,91  | 16         |
| SPD                               | Sozialdemokratische Partei Deutschlands     | 22,90  | 7          | 24,43  | 8          | 32,63  | 11         |
| PI                                | Pyrmont INTAKT                              | 15,46  | 5          | –      | –          | –      | –          |
| Grüne                             | Bündnis 90/Die Grünen                       | 8,98   | 3          | 5,88   | 2          | 9,81   | 3          |
| AfD                               | Alternative für Deutschland                 | 4,79   | 2          | 8,87   | 3          | —      | —          |
| WfP                               | WIR für Pyrmont                             | 3,67   | 1          | 16,24  | 5          | —      | —          |
| FDP                               | Freie Demokratische Partei                  | 3,58   | 1          | 3,09   | 1          | 2,75   | 1          |
| Linke                             | Die Linke                                   | 1,73   | 1          | 2,40   | 1          | 2,86   | 1          |
| WG PB                             | Pyrmonter Bürgersinn                        | 1,38   | 0          | 2,41   | 1          | 4,01   | 2          |
| EB                                | Einzelbewerber                              | 2,17   | 1          |        |            |        |            |
| gesamt                            | gesamt                                      | 100,00 | 32         | 100,0  | 32         | 100,0  | 34         |
| Wahlbeteiligung in Prozent        | Wahlbeteiligung in Prozent                  | 51,47  | 51,47      | 53,43  | 53,43      | 48,85  | 48,85      |

### Bürgermeister
Hauptamtlicher Bürgermeister der Stadt Bad Pyrmont ist Klaus Blome (parteilos). Bei der letzten Stichwahl zur Bürgermeisterwahl am 26. September 2021 wurde er mit 55,14 % der Stimmen gewählt. Seine Gegenkandidatin Carolin Muschter (WG Bad Pyrmont INTAKT), erhielt 44,86 %. Die Wahlbeteiligung lag bei 57,39 %. Blome trat sein Amt am 1. November 2014 an.

### Wappen

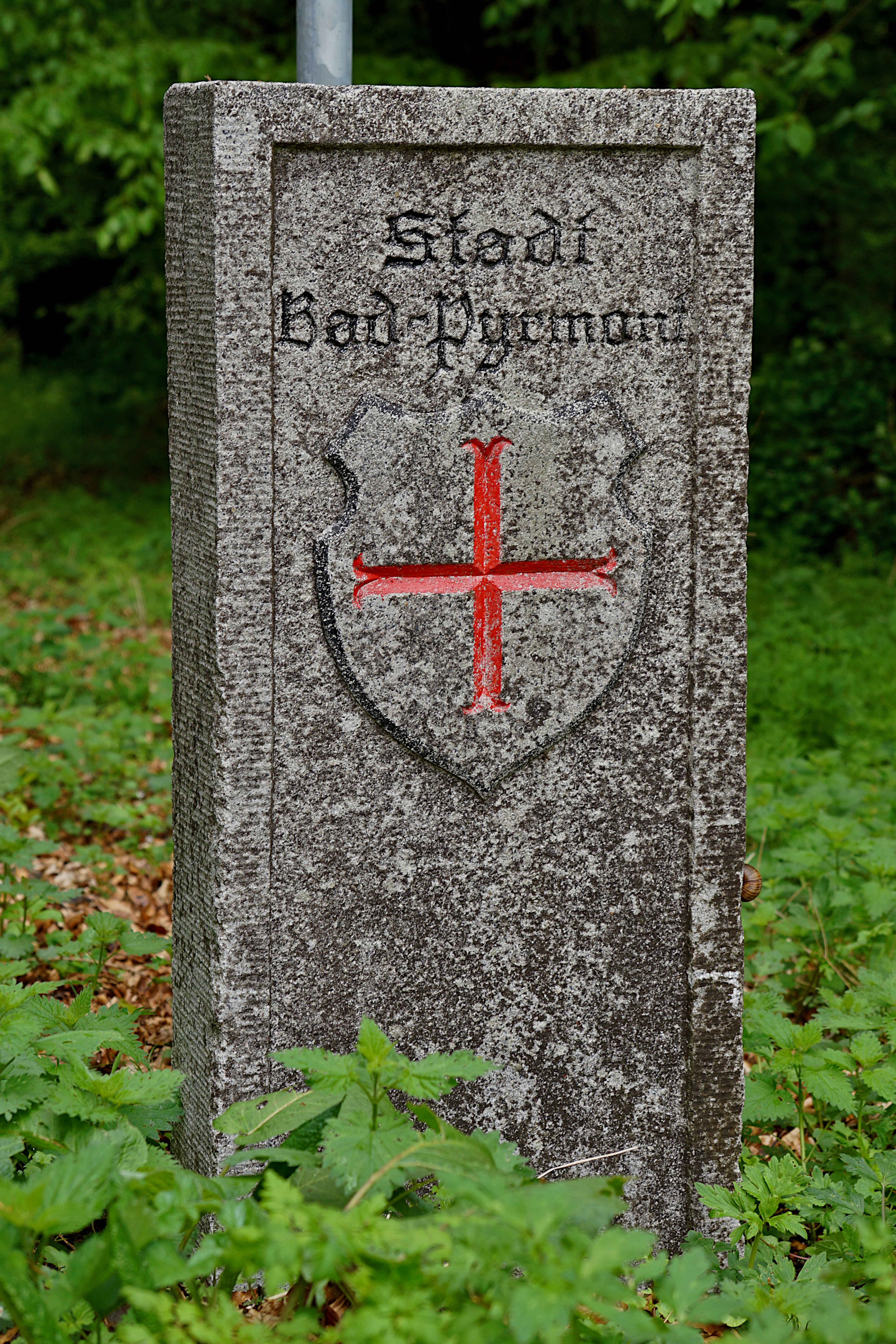
Grenzstein mit Wappen auf dem Grießemer Berg

Die Blasonierung des Wappens lautet in einem gotischen Wappenschild mit silbernem Grund ein rotes Ankerkreuz. Dieses rote Ankerkreuz geht zurück auf den Erzbischof von Köln, Philipp von Heinsberg: Dieser war damals Lehnsherr der Grafen von Pyrmont und ließ auf dem Schellenberg eine Burg errichten, die er „Petri mons“ (Berg des Apostels Petrus) nannte. Heute trägt sie den Namen Schellenburg. Die dort lebenden Grafen von Pyrmont setzten in Anlehnung an das Wappen ihres Lehnsherrn und in Anlehnung an den Namen der Burg als Wappenzeichen ein abgewandeltes Petruskreuz ein, das Ankerkreuz.

### Städtepartnerschaften
Bad Pyrmont ging 1958 als eine der ersten Kommunen in Deutschland eine offizielle Städtepartnerschaft mit einer italienischen Stadt ein. Die geschichtsträchtige Stadt Anzio (lateinisch Antium, Geburtsort unter anderem von Kaiser Nero), 60 Kilometer südlich von Rom direkt am Tyrrhenischen Meer gelegen, ist seitdem Partnerstadt. Schon ein Jahr nach Öffnung der Grenzen kam im Oktober 1990 die Kurstadt Bad Freienwalde (Oder) in Brandenburg dazu: eine Stadt, zu der Bad Pyrmont bereits vor Gründung der Deutschen Demokratischen Republik Beziehungen unterhielt. Seit dem Jahr 2000 besteht eine Partnerschaft mit der niederländischen Stadt Heemstede. Enge geschichtliche Verbindungen des Waldeck-und-Pyrmonter Fürstenhauses zum niederländischen Königshaus haben diese Partnerschaft mitbegründet. So ist Königin Emma, geborene Prinzessin zu Waldeck und Pyrmont, eine Urgroßmutter der zurückgetretenen Königin Beatrix.
Der Städtepartnerschaftsverein Bad Pyrmont e. V. betreut im Auftrag der Kommune die Verbindungen zu den Partnerstädten. Regelmäßige Besuche finden untereinander auf privaten und Vereinsebenen statt.

## Kultur und Sehenswürdigkeiten

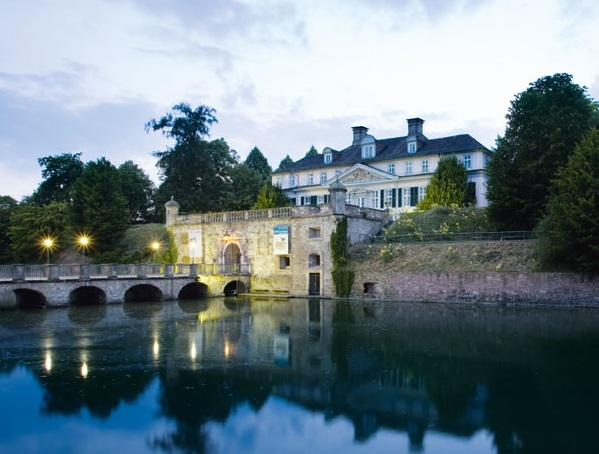
Bad Pyrmonter Schloss mit Wallanlage

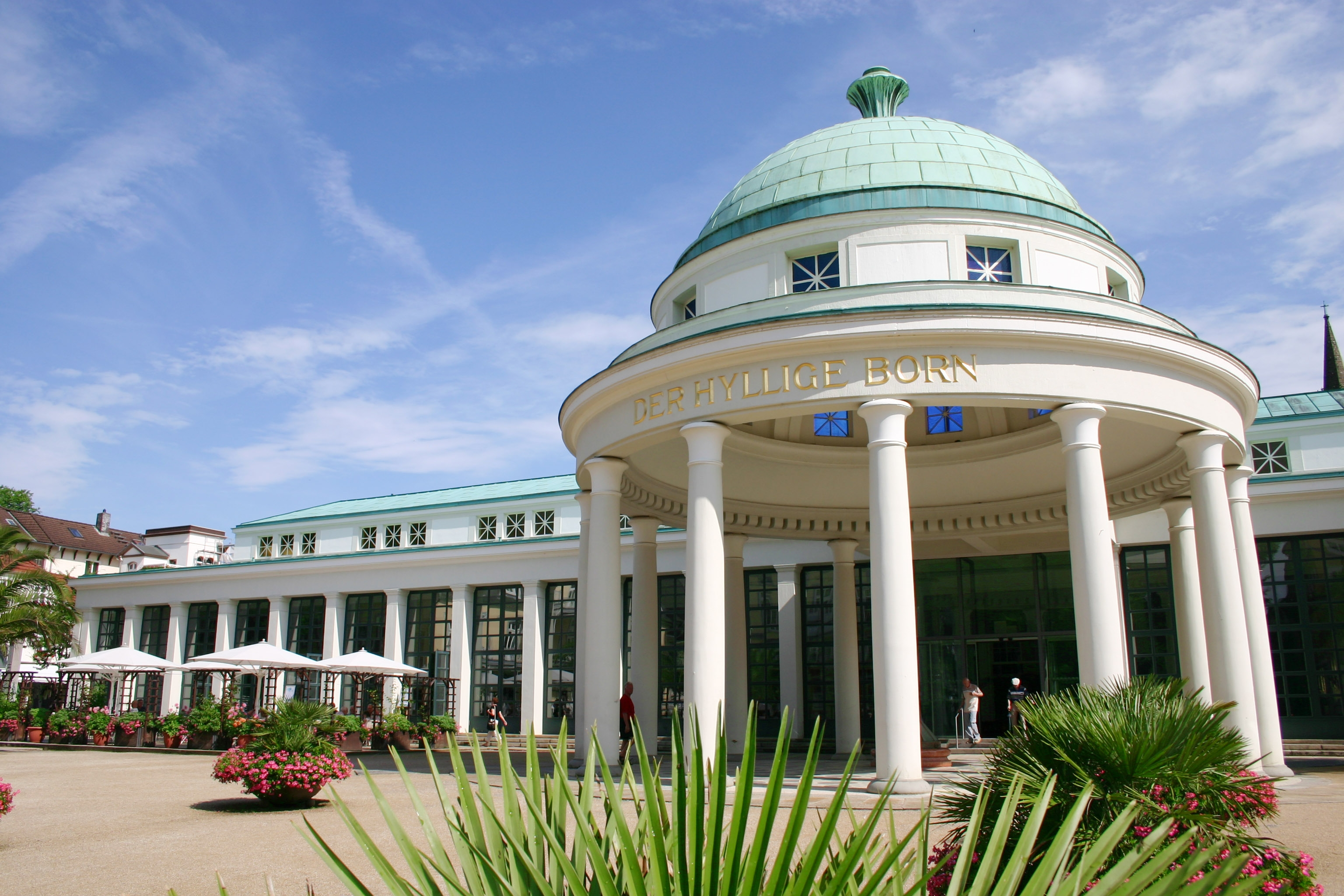
Der Hyllige Born mit Wandelhalle

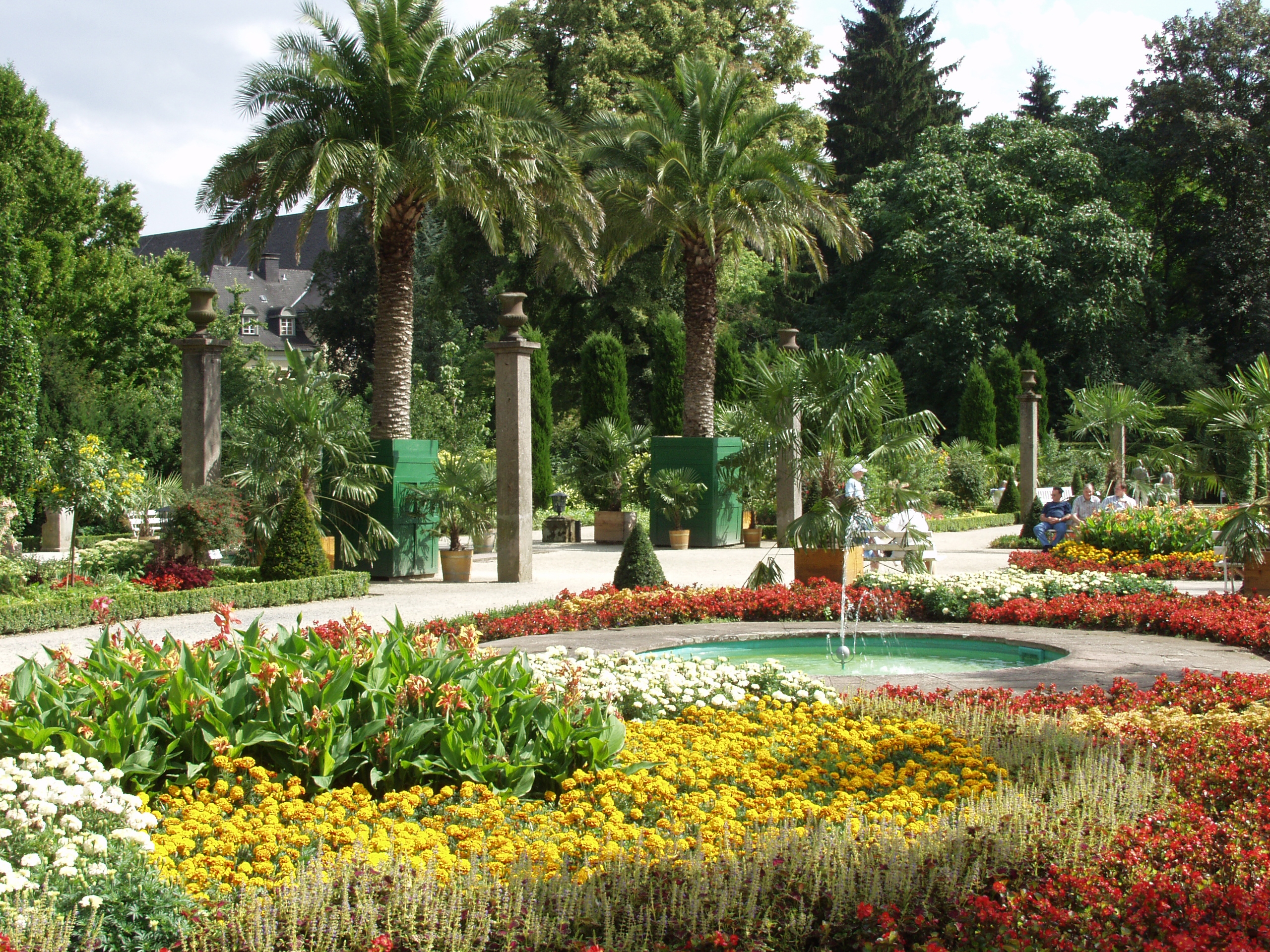
Palmengarten im Kurpark

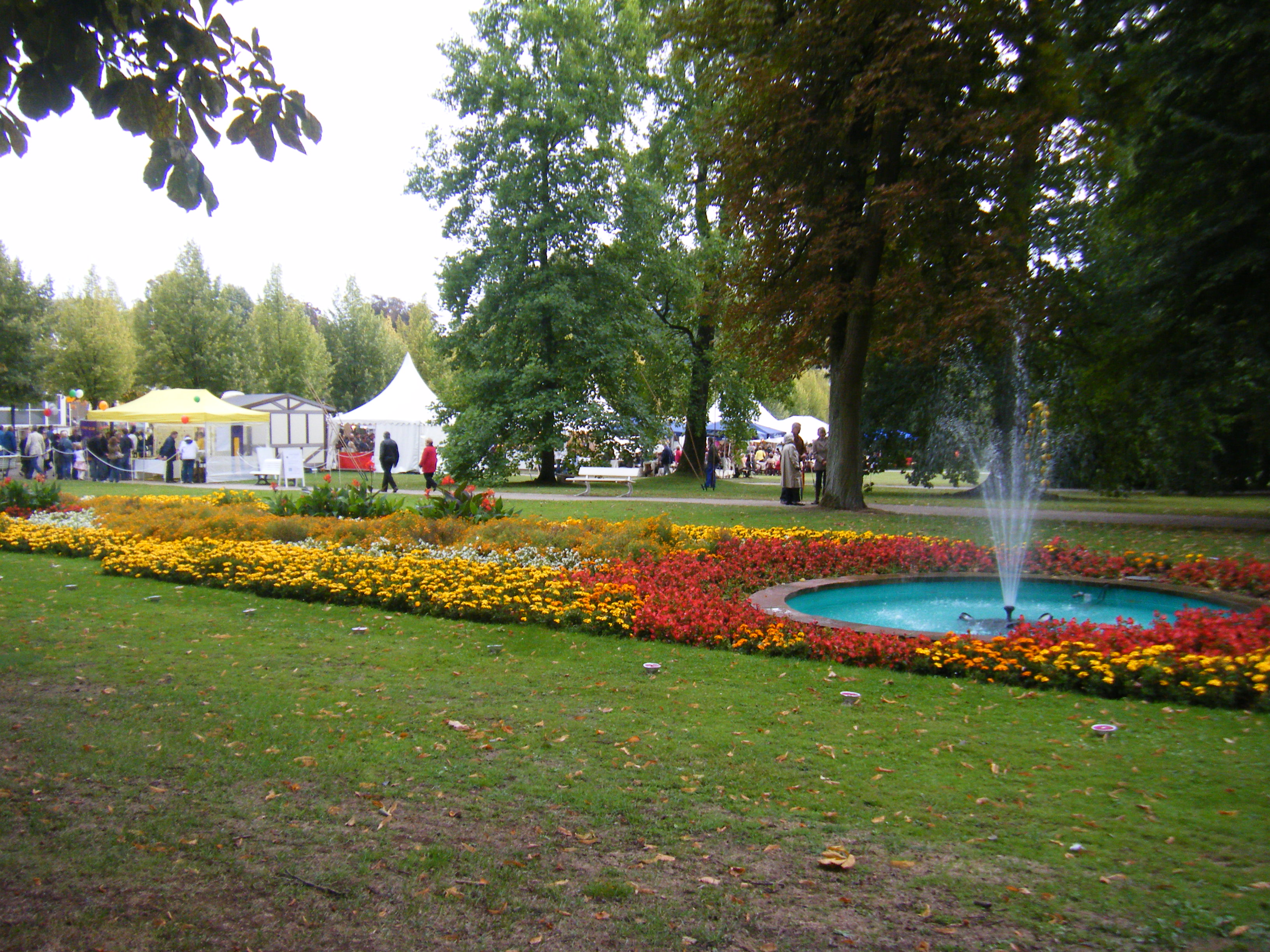
Kurpark Bad Pyrmont mit Springbrunnen

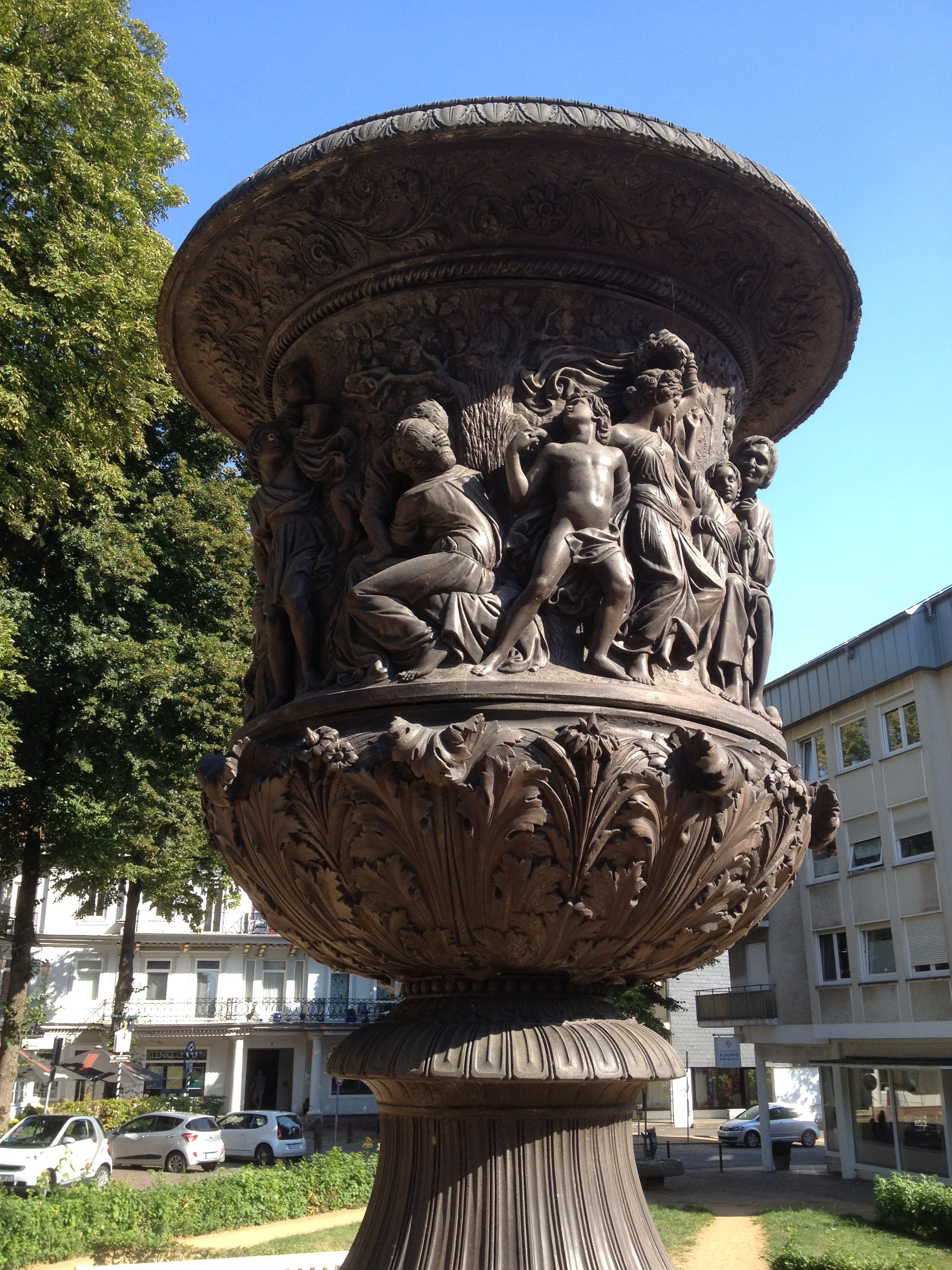
Drake-Vase, Altenauplatz

### Museum im Schloss
Das Museum im Schloss bietet Sonderausstellungen sowie Ausstellungen zu stadt- und badgeschichtlichen Sammlungen. Außerdem finden hier Vorträge, Lesungen und Führungen statt.

### Bauwerke
Die Hünenburg stammt aus dem 9. oder Anfang des 10. Jahrhunderts. Erhalten sind heute noch Reste eines Wohnturmes, umgeben von Gräben und Wallanlagen auf dem Westgrat des Königsberges.
Die Schellenburg wurde um 1184 auf Geheiß Philipp von Heinsbergs, des Erzbischofs von Köln, zum Schutze des Emmertales erbaut. Heute sind noch ausgedehnte Wallanlagen, geringe Reste von Bruchsteinmauerwerk und Schutthügel sichtbar.
Der Schellenturm ist ein Aussichtsturm auf dem Schellenberg, erbaut 1824 aus Resten der Burg.
Die Festung aus dem Jahre 1526, Schloss Pyrmont, wurde 1706–1710 von Fürst Anton Ulrich zu Waldeck-Pyrmont im Stil des barocken Klassizismus erbaut. Heute befindet sich dort das Museum für Stadt- und Badgeschichte.
Brunnenplatz
- mit dem „Hylligen Born“ (der Brunnentempel wurde zwischen 1923/24 nach Plänen von Alfred Sasse errichtet) und Wandelhalle
- Fürstenhof (1777)
- Haus Uslar (Ende 18. Jahrh.)
- Haus Ockel (1838)
- Augenbrunnen mit dem Standbild der Heiligen Odilie (Beschützerin des Augenlichts)

Hauptallee
- Große Fontäne
- Lortzing-Denkmal
- Kurhotel
- Schauspielhaus (Kurtheater, 1818)
- Kaiserhof
- Brandenburger Tor
- Konzerthaus
- Untere Hauptallee (EXPO-Projekt „Aqua Bad Pyrmont“)

Kaiserplatz
Die Logierhäuser am Kaiserplatz stammen aus dem 18. und 19. Jahrhundert. Das Haus Kaiserplatz Nr. 4 war das Gästehaus der Waldeck-Pyrmonter Fürstenfamilie.
Das Kriegerdenkmal wurde als Denkmal des Fürstentums für die Gefallenen des Krieges 1870/71 aus dem Kreis Pyrmont von Friedrich Volke errichtet.
Bathildisstraße
Die Bathildisstraße wurde benannt nach Fürstin Bathildis (1873–1962). Hier befindet sich die römisch-katholische St. Georgskirche, eine dreischiffige Hallenkirche mit asymmetrischer Einturmfassung.
Altenauplatz
Sehenswert sind am Altenauplatz die „Drakevase“ von Friedrich Drake sowie der „Nixenbrunnen“ von Peter Szaif.
Die Häuser Nr. 1–4 sind typische Häuser im Stil des Klassizismus, sie dienen noch heute als Pensionshäuser. Im Haus Nr. 1 logierte der Bildhauer Christian Daniel Rauch ab 1797 mehrere Jahre lang. Er war auch Entdecker und Förderer des in Pyrmont geborenen Bildhauers Friedrich Drake (Drakevase).
Brunnenstraße
Die Brunnenstraße wurde 1668 angelegt (früher „Neustadt Pyrmont“). Hier befindet sich der Lutterbrunnen.
Im Haus Hemmerich, Haus Nr. 47, wohnte 1725 König Georg I. von Großbritannien.
Der „Ratskeller“ befindet sich im Haus Nr. 3, hier wohnte 1716 Zar Peter I.
Das Rathaus befand sich in der Zeit von 1933 bis 1940 im Haus Nr. 28, seit 1940 ist es im Haus Nr. 4 untergebracht. Hier befand sich früher die „Kaiserliche Post“ im Fürstentum Waldeck-Pyrmont. Im Haus Nr. 16 – „Alter Fritz“ genannt – welches 1668 errichtet wurde, wohnte Friedrich II. von Preußen zwischen 1744 und 1746.
Lauengasse
Im Haus Nr. 3 wurde am 23. Juni 1805 Professor Friedrich Drake geboren. Die Adresse ist Brunnenstraße 18.
Lortzingstraße
In der Lortzingstraße wurde 1880 die neuromanische evangelische St.-Petri-Kirche an der Stelle des Vorgängerbaus errichtet. Es handelt sich um eine dreischiffige Basilika aus unverputztem Rotsandstein mit ungewöhnlichem Doppel-Querschiff und einem Altarbild aus dem späten Mittelalter (nach 1475). Die Pfarrei wurde von Bischof Imad von Paderborn (1051–1076) durch Abtrennung vom Kirchspiel Lügde gegründet.
Das Altenheim Bethesda wurde 1661 erbaut.
Im Haus Nr. 16 wohnte Albert Lortzing von 1827 bis 1833.
Friedrichstraße
Die evangelische Stadtkirche wurde 1877 im neugotischen Stil fertiggestellt. Im Inneren ist die Plastik des betenden Engels von Friedrich Drake zu sehen.
Bombergallee
Hier befindet sich das Quäkerhaus, welches 1932/33 unter Verwendung von Teilen des um 1800 entstandenen Versammlungshauses erbaut wurde, und der Quäkerfriedhof.
Der ehemalige Judenfriedhof liegt gegenüber dem Quäkerhaus.
Der Spelunkenturm ist ein 1896 errichteter 25 m hoher Aussichtsturm.
Am Hylligen Born
Am Hylligen Born Nr. 6 wohnte 1801 Johann Wolfgang von Goethe mit seinem Sohn August und seinem Schreiber Geist.
Königsberg
Der Königsberg (früher Oesberg) wurde nach Friedrich II. von Preußen benannt.
Sehenswert sind hier auch der Bismarckturm, ein 1913 fertiggestellter 27 Meter hoher Aussichtsturm, sowie das Denkmal für Friedrich II. von Preußen und das Denkmal für Königin Luise von Preußen.

### Parks und Alleen

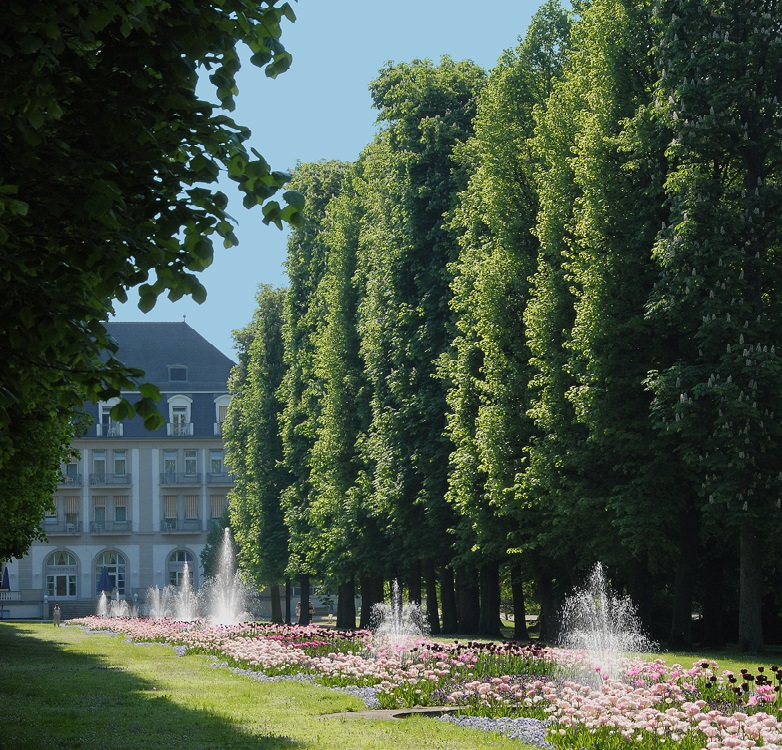
Kurpark Bad Pyrmont Springbrunnenallee

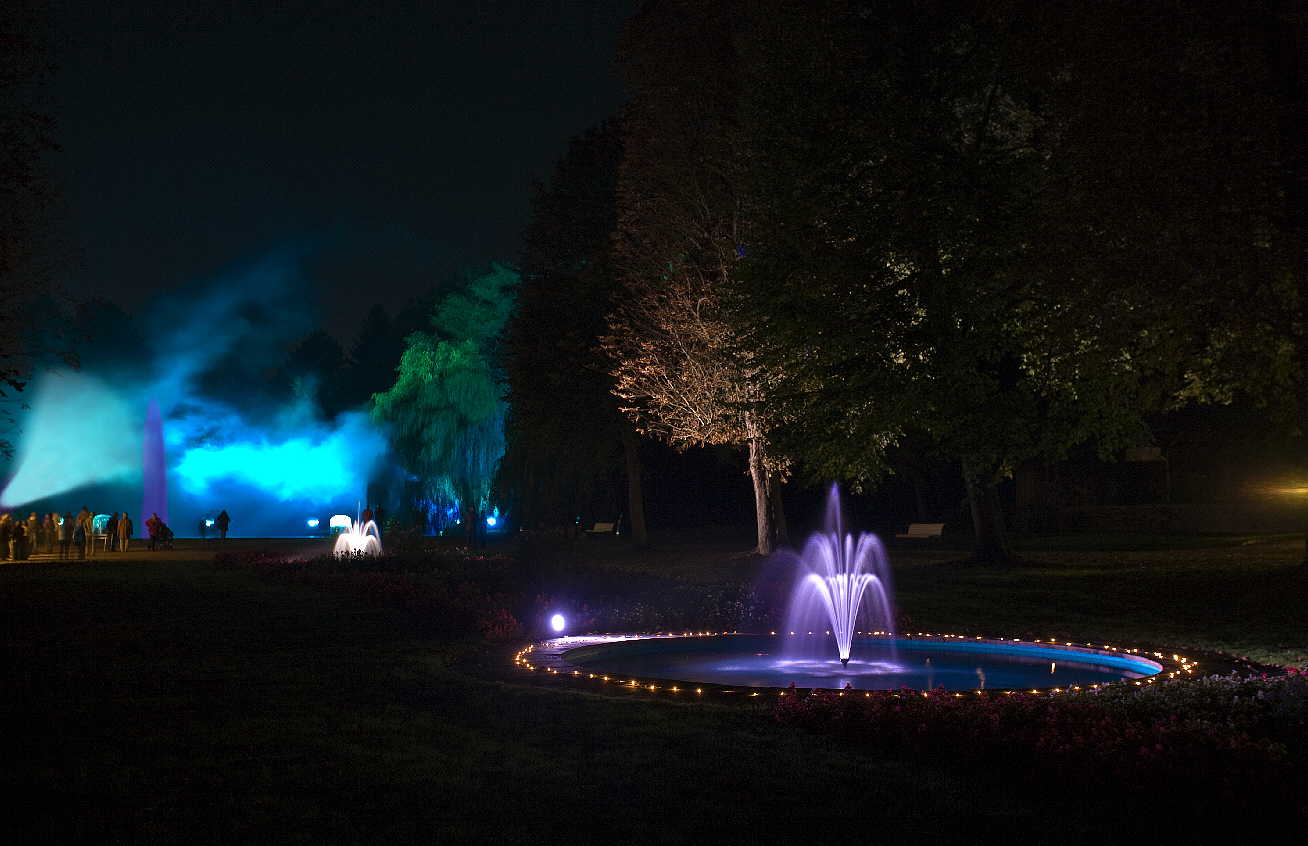
Kurparkillumination

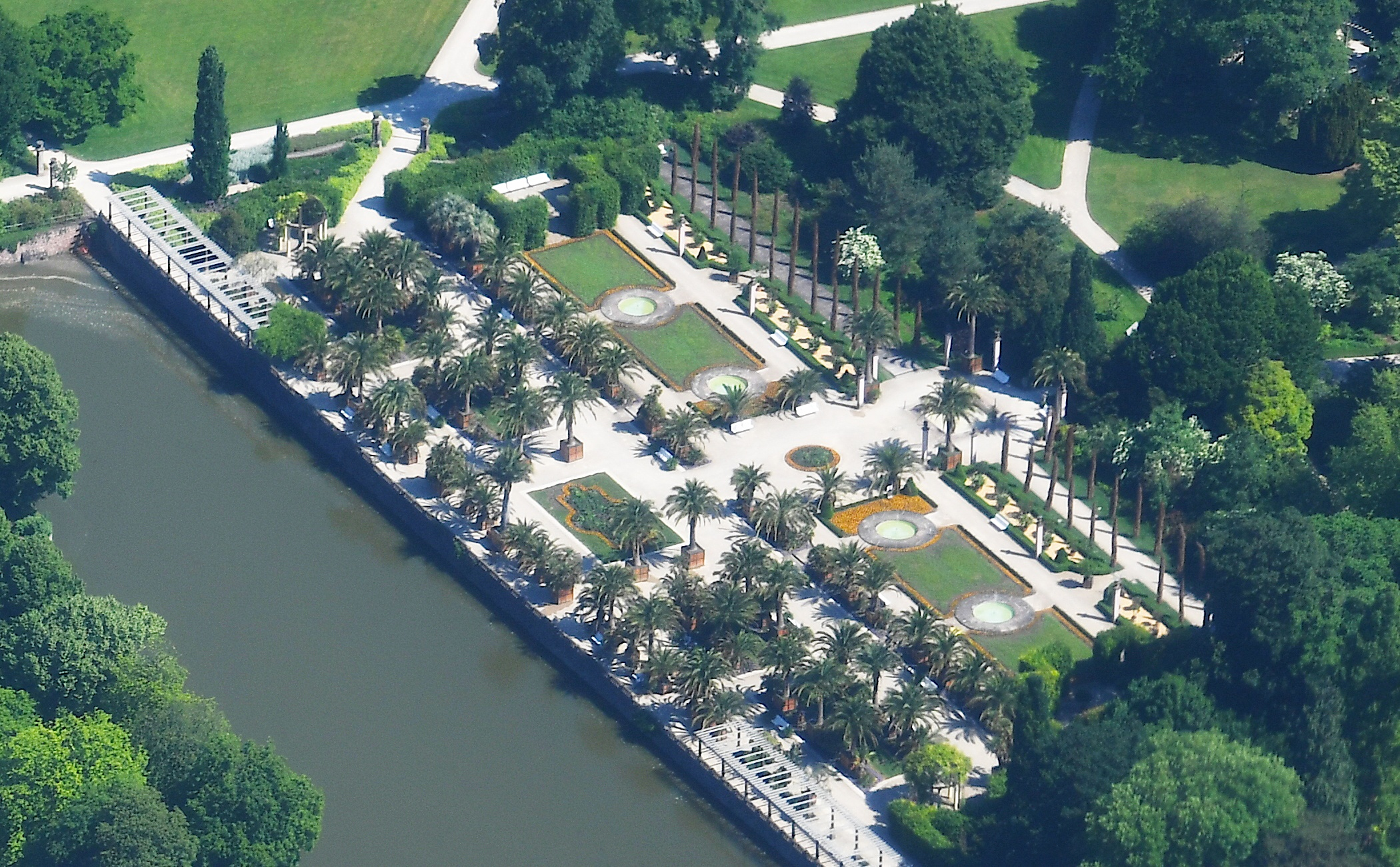
Palmengarten im Kurpark Bad Pyrmont

### Sport

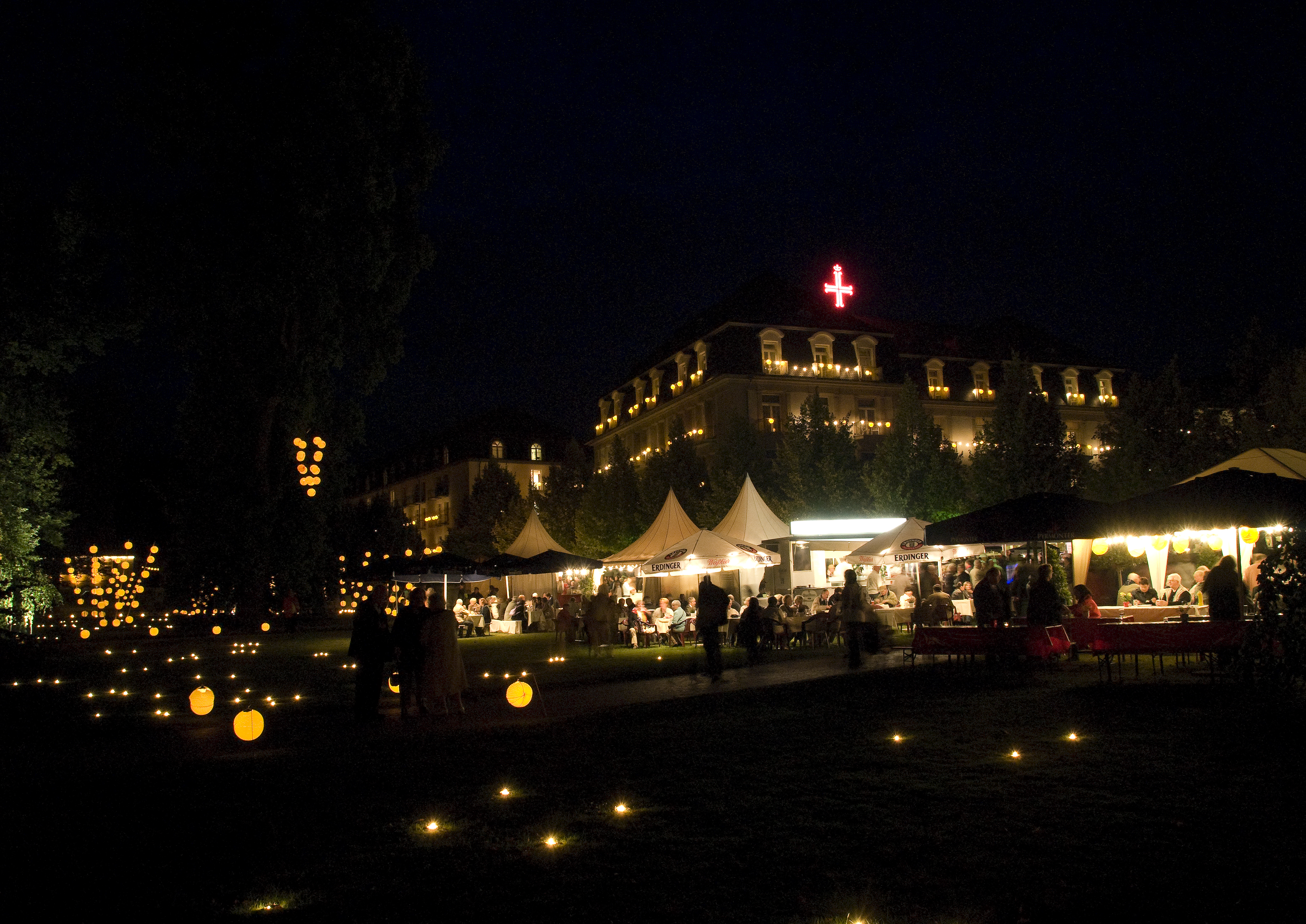
Der Goldene Sonntag im Kurpark Bad Pyrmont

### Verkehr

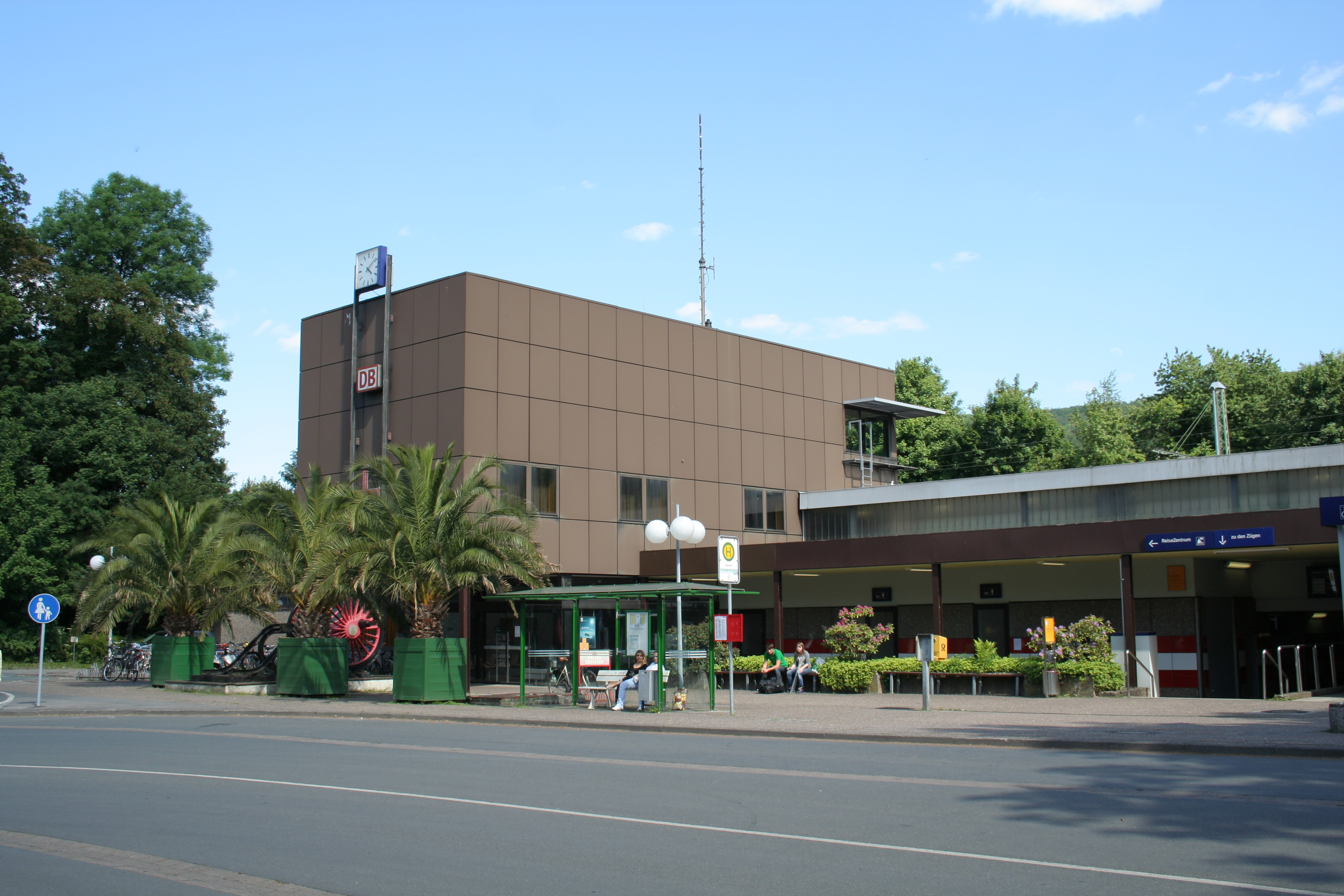
Bahnhof Bad Pyrmont